# Intubation sélective
Une intubation sélective, en anesthésie, est un type d'intubation trachéale réalisé avec une sonde spéciale permettant de ventiler séparément chacun des poumons. Elle est particulièrement utilisée en chirurgie thoracique, car elle permet de travailler sur un poumon dégonflé, qui est alors dit exclu. L'exclusion pulmonaire n'est pas toujours possible : elle nécessite une réserve ventilatoire suffisante et l'absence d'hypertension artérielle pulmonaire.